# Fundo de Solidariedade da União Europeia
O Fundo de Solidariedade da União Europeia (FSUE) foi criado para garantir um auxílio rápido, eficaz e flexível à população de um Estado-Membro vítima de uma catástrofe natural de grandes proporções. O Fundo dispõe de uma orçamento anual de mil milhões de euros.
Desde 2002 que o Fundo de Solidariedade da UE (FSUE) complementa os fundos públicos dos Estados-Membros em situações de emergência, designadamente na recuperação urgente das infra-estruturas, no alojamento temporário e nos serviços de emergência destinados a satisfazer as necessidades imediatas da população, assim como na limpeza das áreas afectadas pela catástrofe.